# One More Shot
«One More Shot» es una canción de The Rolling Stones, escrita por Mick Jagger, Keith Richards y Steve Jordan. Fue lanzada como sencillo el 8 de noviembre de 2012 y grabada en octubre de ese mismo año. Fue incluida en el álbum recopilatorio de la banda GRRR!, lanzado en 2012, con motivo de los 50 años de la banda. Es una de las dos canciones nuevas que hizo la banda para este álbum, junto con «Doom and Gloom», lanzada en agosto de 2012.

## Historia
La canción fue estrenada como sencillo en Reino Unido en noviembre, junto con todo el mundo a través de las emisoras radiales. La canción recibió una crítica variada por parte de los músicos, los cuales la consideraron muy similar a las clásicas canciones de sus majestades satánicas.
El productor de la canción, Don Was, comentó acerca de la canción: "Esta canción tiene todo este maldito poder. Todo el mundo estaba sonriendo. Se puede reconocer que son los Rolling Stones desde una milla de distancia". El tema fue compuesto por Richards y Jordan para un futuro disco solista de Richards, pero ante la necesidad de material para el compilado GRRR! se utilizó para el disco de los Stones.
El pie inicial de la canción es interpretada por Keith Richards que comienza con un riff de sol y con Mick Jagger cantando: "Give me one more shot, That's all I got". Según la revista Rolling Stone, la canción puede recordar a los fanes de Los Stones a «Street Fighting Man» con respecto al riff de «Mixed Emotions» en la melodía.
La canción fue grabada durante el mes de agosto en el 2012, en los estudios Guillaume Tell, en París, Francia.

## Vídeo musical
El vídeo musical con la letra fue estrenado y fue lanzado el 16 de octubre de 2012, una semana después de estrenada la canción.

## Personal
Acreditados:
- Mick Jagger: voz, percusión, coros
- Keith Richards: guitarra eléctrica, coros
- Ron Wood: guitarra eléctrica
- Charlie Watts: batería
- Darryl Jones: bajo
- Chuck Leavell: piano